# 捷西斯·拿華斯
捷西斯·拿華斯·干沙利斯（西班牙語：Jesús Navas González，1985年11月21日—）是一名已退役西班牙前足球運動員，司職右翼，最後效力西甲球隊塞維利亞，球衣号为已故好友佩亞達生前所用的16号，西班牙國家足球隊成員。

## 生平
拿華斯患有嚴重的急性思鄉病和焦慮症，曾因國家隊集訓營距離家太遠而被迫離隊。2009年經治療後好轉，隔年隨隊參加2010年世界盃，並且在2012年隨隊參加歐洲國家盃。
2013年洲際國家盃，西班牙和意大利在半决赛经过加时后依然战平0比0，拿華斯在点球战中打入制胜一球协助西班牙进入决赛。可惜西班牙在决赛中以3比0不敌巴西。
2014年巴西世界杯，拿華斯进入最后30人名单，无缘进入最后23人名单。
2020年1月3日，納瓦斯以1-1戰平畢爾包的比賽，成為塞維利亞所有比賽中第一位出場500次的球員。
2021年6月23日，納瓦斯宣布他同意與塞維利亞足球俱樂部簽署新的三年合約。
2024年歐洲足球錦標賽，納瓦斯隨西班牙贏得了2024年欧洲足球锦标赛冠軍。

## 榮譽

### 球會
塞維利亞
- 西班牙國王盃冠軍﹕2006-07、2009-10
- 西班牙超級盃冠軍﹕2007
- 歐霸盃冠軍：2005-06、2006-07、2019-20、2022-23[6]
- 歐洲超級盃冠軍：2006[7]

 曼城
- 英格兰足球超级联赛冠軍﹕2013-14
- 英格蘭足球聯賽盃冠軍﹕2013-14、2015-16

### 國家隊
西班牙
- 國際足協世界盃冠軍：2010
- 歐洲國家盃冠軍：2012、2024年
- 歐洲足協國家聯賽冠軍：2022–23[8]

### 個人
- 西甲最佳進攻中場：2009-10賽季
- 歐洲足球協會聯盟西甲賽季最佳陣容：2018-19賽季
- 金牌皇家體育勳章：2011年

## 資料來源
1. ↑  . Manchester City F.C.   [2016-04-17]. （原始内容存档于2016-06-15）.
2. ↑  . FIFA.com.   [2014-01-21]. （原始内容存档于2013-11-27）.
3. ↑  . MARCA. 2020-01-03  [2020-08-21]. （原始内容存档于2020-11-25）.
4. ↑  . Sevilla FC. 2021-06-23  [2023-06-20]. （原始内容存档于2023-06-22）.
5. ↑  Eastick, Jane. . Natura Hoy. 2024-07-15  [2024-07-15]. （原始内容存档于2024-07-15） （英国英语）.
6. ↑  Lowe, Sid. . The Guardian. 31 May 2023  [31 May 2023]. ISSN 0261-3077. （原始内容存档于2023-06-10）.
7. ↑  . UEFA. 25 August 2006  [27 April 2019]. （原始内容存档于8 July 2007）.
8. ↑  Smith, Emma. . BBC Sport. 2023-06-18  [2023-06-19]. （原始内容存档于2023-06-23）.

## 外部連結
- Soccerway資料庫：捷西斯·拿華斯